# John Valencia
John Alexander Valencia Hinestroza (Medellín, Antioquia, Colombia, 4 de enero de 1982) es un exfutbolista colombiano. Jugaba de defensa. 

## Clubes
| Club                   | País           | Año         | Partidos | Goles |
| ---------------------- | -------------- | ----------- | -------- | ----- |
| Independiente Medellín | Colombia       | 2003 - 2005 | ?        | ?     |
| Oțelul Galați          | Rumania        | 2005        | 4        | 0     |
| Independiente Medellín | Colombia       | 2006        | 14       | 1     |
| Atlético Bucaramanga   | Colombia       | 2007        | 17       | 3     |
| Junior                 | Colombia       | 2007 - 2011 | 160      | 3     |
| Chivas USA             | Estados Unidos | 2012        | 14       | 0     |
| Deportes Tolima        | Colombia       | 2013 - 2016 | 105      | 2     |
| Rionegro Águilas       | Colombia       | 2017        | 17       | 1     |

## Palmarés

### Campeonatos nacionales
| Título              | Club                   | País     | Año  |
| ------------------- | ---------------------- | -------- | ---- |
| Torneo Apertura     | Independiente Medellín | Colombia | 2004 |
| Torneo Apertura     | Junior                 | Colombia | 2010 |
| Torneo Finalización | Junior                 | Colombia | 2011 |
| Copa Colombia       | Deportes Tolima        | Colombia | 2014 |